# Граф, Рольф
Рольф Граф (нем. Rolf Graf; 19 августа 1932, Унтерентфельден, Аргау — 18 января 2019, Баден, Аргау) — швейцарский шоссейный велогонщик, выступавший на профессиональном уровне в 1952—1963 годах. Победитель и призёр многих крупных гонок на шоссе своего времени, в том числе отдельных этапов «Тур де Франс» и «Джиро д’Италия». Представитель Швейцарии на летних Олимпийских играх в Хельсинки.

## Биография
Рольф Граф родился 19 августа 1932 года в коммуне Унтерэнтфельден кантона Аргау, Швейцария.
Впервые заявил о себе в велоспорте на международном уровне в сезоне 1952 года, когда вошёл в основной состав швейцарской национальной сборной и благодаря череде удачных выступлений удостоился права защищать честь страны на летних Олимпийских играх в Хельсинки. Занял здесь 17-е место в индивидуальной групповой гонке и вместе с соотечественниками Йозефом Шранером, Фаусто Лурати и Коби Шерером стал девятым в командной гонке с раздельным стартом.
После хельсинкской Олимпиады Граф присоединился к команде Tebag и дебютировал на профессиональном уровне, в частности закрыл десятку сильнейших на «Туре Романдии», финишировал третьим на одном из этапов гонки «Рим — Неаполь — Рим», впервые стартовал в супермногодневке «Джиро д’Италия». Находясь в составе швейцарской сборной, принял участие в домашнем шоссейном чемпионате мира в Лугано, но до финиша здесь не доехал.
В 1954 году выиграл гонку «Гент — Вевельгем», стал шестым на «Чемпионате Цюриха», впервые выступил на «Тур де Франс», где сошёл с дистанции в ходе 20-го этапа. Участвовал в мировом первенстве в Золингене.
В 1955 году выиграл «Гран-при Лугано» и «Гран-при Швейцарии», победил на одном из этапов «Тура Романдии», доехал до девятого этапа «Тур де Франс», занял 11 место на «Джиро ди Ломбардия».
В 1956 году одержал победу на чемпионате Швейцарии среди профессионалов в групповой гонке, был лучшим на «Туре Швейцарии», выиграл «Трофео Баракки» (совместно с Андре Дарригадом) и «Гран-при Ле-Локля», стартовал на «Джиро д’Италия» и на чемпионате мира в Копенгагене.
В 1957 году стал четвёртым на «Туре Романдии» и выиграл один из этапов «Тура Швейцарии». На «Тур де Франс» в этот раз сошёл после девятого этапа.
В 1958 году в составе команды Allegro вновь был лучшим на «Гран-при Ле-Локля».
В 1959 году вновь одержал победу на чемпионате Швейцарии, стал вторым на «Туре Романдии», выиграл один этап «Джиро д’Италия» и два этапа «Тур де Франс», выступил на мировом первенстве в Зандворте.
Начиная с 1960 года в течение двух сезонов представлял итальянскую команду Philco. В её составе добавил в послужной список ещё одну победу на этапе «Тур де Франс», выиграл отдельные этапы «Тура Швейцарии», стал вторым на «Гран-при Лугано», выступил на чемпионате мира в Карл-Маркс-Штадте.
Сезон 1962 года провёл в другой итальянской команде Molteni. В этот период в третий раз победил на чемпионате Швейцарии среди профессионалов, вновь выиграл «Гран-при Лугано», был лучшим на «Туре Северо-Западной Швейцарии», стал четвёртым на «Чемпионате Цюриха», седьмым на «Туре Швейцарии», восьмым на «Туре Романдии». Занял 34-е место в групповой гонке на мировом первенстве в Сало.
В 1963 году являлся членом итальянской команды Carpano, выступил в однодневной классической гонке «Милан — Сан-Ремо», где пришёл к финишу на 39-й позиции. Позже в этом сезоне попал в серьёзную автомобильную аварию в Италии и из-за полученных травм вынужден был отказаться от дальнейшего участия в соревнованиях, а в 1964 году объявил о завершении карьеры профессионального велогонщика.
Умер 18 января 2019 года в Бадене в возрасте 86 лет.